# 馬達加斯加的印度人
印度人，根據印度外交部的統計，在馬達加斯加約有25000人。 其他人口估計從15,000到30,000。其中有867名非非定居印度人，其餘為本地出生的早期移民後代。們在馬達加斯加組成了少數民族。

## 歷史
在1880年代左右，在馬達加斯加西北的马哈赞加已經形成了一個約200名印度貿易商的社區。他們用單桅帆船來往非洲大陸和馬達加斯加運送貨物，船上掛法國國旗。
第一批來馬達加斯加的印度人主要是穆斯林，主要屬和卓等群體，一些印度教徒後來來到定居。1911年的人口普查在該國發現了4,480名印度人，佔外國人口的21％，是法國人以下的第二大外國人口。20世紀70年代私營企業國有化後，許多人被迫離開，那些留下的印度人大部分沒有受過教育，但仍然堅持下去，逐漸建立起自己的事業。到2000年，他們普遍被認為控制全國經濟的50-60％，使他們成為動亂期間示威者的目標。